# Americká okupační zóna Německa
Americká okupační zóna Německa byla jedním ze čtyř okupačních útvarů, v červenci 1945 vítěznými spojenci zřízených v poválečném Německu na základě výsledků Postupimské konference. 1. ledna 1947 se stala součástí tzv. bizónie.

## Územní rozsah
Rozkládala se na území moderní spolkové země Hesenska, Brém, téměř celého Bavorska a severní části Bádenska-Württemberska. Na severu a severozápadě sousedila s britskou okupační zónou Německa, na západě a jihozápadě s francouzskou okupační zónou Německa, na severu a severovýchodě se sovětskou okupační zónou Německa, na jihu se Švýcarskem a Rakouskem, na jihovýchodě s Rakouskem , a na severovýchodě s Československem.
Na území této zóny vytvořila americká vojenská vláda v roce 1945 následující autonomní správní jednotky (země):
- Bavorsko (28. května 1945),
- Württembersko-Bádensko (19. září 1945),
- Hesensko (19. září 1945; 19. září 1945 – 17. prosince 1946 Velké Hesensko) a
- Brémy (6. června 1945),

které se 23. května 1949 staly spolkovými zeměmi SRN.
V roce 1952 se spojilo Württembersko-Bádensko s Francií okupovanými zeměmi Bádenskem a Württemberskem-Hohenzollernskem, a vytvořily zemi Bádensko-Württembersko.

## Okupační správci
Vojenští guvernéři
1. 8. květen – 10. listopad 1945 Dwight D. Eisenhower
2. 11. – 25. listopad 1945 George S. Patton (úřadující)
3. 26. listopad 1945 – 5. leden 1947 Joseph T. McNarney
4. 6. leden 1947 – 14. květen 1949 Lucius D. Clay
5. 15. květen – 1. září 1949 Clarence R. Huebner (úřadující)

Vysocí komisaři
1. 2. září 1949 – 1. srpen 1952 John J. McCloy
2. 1. srpen – 11. prosinec 1952 Walter J. Donnelly
3. 11. prosinec 1952 – 10. únor 1953 Samuel Reber (úřadující)
4. 10. únor 1953 – 5. květen 1955 James Bryant Conant